# Martin de Saint-Germain
Martin de Saint-Germain († 1. Dezember 1303)  war von 1295 bis 1303 Bischof von Genf. 

## Leben
Martin entstammt einer vornehmen, vermutlich aus dem Bugey stammenden Familie. Mitglieder der Familie sind seit der 2. Hälfte des 13. Jahrhunderts als Bürger von Genf (cives Gebennenses) belegt.
Martin war seit dem 16. Juli 1273 Kanoniker in Genf. Belege zur Bischofswahl fehlen, er wird erstmals am 10. Juli 1295 als Bischof erwähnt. Im Gegensatz zu den Bischöfen vor und nach ihm, gab es in seiner Amtszeit wenige politische Konflikte, er musste das Münzregal gegen die Herren der Waadt verteidigen und reorganisierte die bischöfliche Münzprägung. Martin starb am 1. Dezember 1303.